# Садизм
Сади́зм (назван по имени описавшего его Маркиза де Сада) в широком смысле — склонность к насилию, получение удовольствия от унижения и мучения других. Понятие «садизм» впервые введено в научный обиход австро-немецким психиатром Рихардом фон Крафт-Эбингом, толковавшим его как желание наслаждаться властью через причинение зла, в изданной в 1886 году монографии «Половая психопатия» (лат. Psychopathia sexualis).
Садист — человек, склонный к садизму.

## Разновидности садизма
В философии Сартра садизм — форма отношения к Другому, при которой экзистенцию пытаются отождествить с телом посредством боли.

### Сексуальный садизм
Сексуальный садизм (половое насильничество, эротический тиранизм, активная алголагния) — форма сексуальной девиации, при котором средством получения полового возбуждения, достижения оргазма и наивысшего наслаждения является причинение физических и психологических страданий половому партнёру. Ланжевен и соавторы (1988) отмечали, что садизм есть смешение агрессии с сексуальными стремлениями.
В БДСМ (англ. BDSM) садизм — одна из поведенческих моделей Верхнего.
В Диагностическом и статистическом руководстве по психическим расстройствам последнего издания (DSM-5) присутствует «садистическое сексуальное расстройство» (англ. sexual sadism disorder) и носит код 302.84 (F65.52). Для постановки этого диагноза необходимо наличие по крайней мере на протяжении 6 месяцев повторяющегося и интенсивного сексуального возбуждения от акта унижения или избиения, проявляемого в побуждениях, поведении и фантазиях. При этом сексуальные побуждения, поведение или фантазии должны вызывать клинически значимый дистресс или нарушения в социальных, профессиональных или других важных областях функционирования.
В Международной классификации болезней 10-го пересмотра (МКБ-10) сексуальный мазохизм и сексуальный садизм были объединены в диагноз «садомазохизм» (англ. sadomasochism), код диагноза F65.5, но в следующем издании классификации этот диагноз исчез и был заменён на принудительное сексуальное садистическое расстройство, при котором добровольные садистические практики с согласия вовлечённого лица,в отношении которого они применяются, исключают данный диагноз, при условии, что паттерн поведения не сопряжён со значительным риском травматизации или смерти для человека.

### Психологический садизм
Психологический садизм (моральный садизм, пси-садизм) — форма садизма, при которой жертве причиняются не физические, а психологические, морально-нравственные страдания. Это могут быть унижения, оскорбления, угрозы, надругательства над достоинством и т.п. Фактически, это дает ощущение власти над другим человеком, которого садист может заставить почувствовать себя униженным и оскорбленным. Некоторые крайние проявления пси-садизма способны довести жертву до самоубийства, а особо изощренные мучители-манипуляторы даже могут спровоцировать конфликты и убийства чужими руками выбранной ими жертвы. 
В романе Агаты Кристи «Последнее дело Пуаро» описывается пси-убийца Нортон, который не выносил вида крови, но тем не менее совершал свои идеальные убийства, умело манипулируя на чувствах других и вызывая в них желание расправиться с мнимыми недругами. При этом сам тихо наслаждался своим «талантом» и властью над людьми.

### Садистическое расстройство личности
Садистическое расстройство личности отличается тем, что для него характерна постоянная склонность к агрессивному поведению с целью унизить другого человека, что фактически определяет мышление и поведение садиста. Обычно первые признаки этого расстройства появляются в старшем подростковом возрасте в виде физического насилия в целях доминирования над другими, пристрастия к темам насилия и унижения, жестокого обращения с зависимыми людьми, стремления ограничить свободу других людей, получении удовольствия от мучения животных, слез малышей, обиды домашних и т.п. Многие родители списывают все эти проявления жестокости на трудности подросткового возраста и думают, что их чадо перерастет этот период. Но в действительности надо бить во все колокола, идти на консультацию к специалисту и серьезно заниматься этим вопросом, иначе в противном случае через несколько лет получится закоренелый садист, что неминуемо скажется на судьбе всей семьи.
Садистическое расстройство личности было предложено психиатрами для включения в Международную классификацию болезней, но так и не попало в нее в виде официального диагноза. То же произошло и с американским Диагностическим и статистическим руководством по психическим расстройствам 5-го издания (DSM-5). 

## Связь с патологией мозга
Коварский и соавторы (1967) обнаружили у 40% пациентов-садистов признаки намечающихся патологий в височной доле.

## Связь с мазохизмом
Психоаналитик Отто Кернберг и соавторы объединяют садизм и мазохизм в рамках концепции садомазохизма на основании общей динамики. Однако подобное объединение не является научным консенсусом, к примеру, Американская психиатрическая ассоциация в руководстве DSM-5 разграничивают сексуальный садизм и мазохизм, считая их отдельными и не связанными диагнозами.